# G20-Gipfel in Neu-Delhi 2023
Der G20-Gipfel in Neu-Delhi war das 18. Gipfeltreffen der Regierungschefs der G20.
Das zweitägige Treffen fand vom 9. bis zum 10. September 2023 unter der Präsidentschaft des indischen Ministerpräsidenten Narendra Modi im Messe- und Kongresszentrum Pragati Maidan in Neu-Delhi statt. Im Vorfeld und zeitgleich zum Treffen der Regierungschefs fanden, zum Teil auch in anderen indischen Städten, Fachministertreffen und andere Begleitveranstaltungen statt.
Das Treffen stand unter dem Motto Vasudhaivha Kutumbakam (übersetzt etwa: Eine Welt, Eine Familie, Eine Zukunft). Der Sanskrit-Ausdruck stammt aus den Maha-Narayana-Upanishaden.

## Teilnehmer
An dem Treffen nahmen neben Vertretern der G20-Mitgliedsstaaten auch eingeladene Gäste teil, darunter Vertreter von Staaten und von internationalen Organisationen.
Einige Staats- und Regierungschefs ließen sich auf dem Gipfel vertreten, darunter Russlands Präsident Wladimir Putin, Chinas Staats- und Parteichef Xi Jinping, Spaniens Ministerpräsident Pedro Sánchez und Mexikos Staatspräsident Andrés Manuel López Obrador.
China, das im globalen Wettbewerb vor härteren Herausforderungen stehe, habe für mehr Zusammenarbeit mit der Europäischen Union geworben und vorgeschlagen, einen EU-China-Gipfel auszurichten.

## Themen und Beschlüsse
Zu Beginn des Gipfels beschloss die G20-Gruppe, die Afrikanische Union (AU) als Mitglied aufzunehmen. Bisher war die Europäische Union mit ihren 27 Mitgliedsstaaten die einzige Regionalorganisation, die Mitglied der G20 ist.
Auf dem Gipfel ging es dann unter anderem um die Themen Energiesicherheit, Düngemittel und Nahrungsmittelversorgung.
Indien, mehrere weitere asiatische Staaten, darunter die des Persischen Golfs sowie die EU und die USA verständigten sich zudem auf ein gemeinsames Verkehrsinfrastrukturprojekt (India-Middle East-Europe Economic Corridor, IMEEC), das den Handel zwischen Indien, dem Nahen Osten, EU-Staaten um 40 Prozent beschleunigen und das Wachstum und die Integration mehrerer asiatischer Länder verbessern soll. Die Absichtserklärung sieht die Errichtung einer direkten Eisenbahn- und Schifffahrtsverbindung zwischen den beteiligten Staaten sowie einen Ausbau von Stromnetzen, Energieprojekten (wie einer Wasserstoffröhre zwischen Israel und Europa) und Hochgeschwindigkeitsdatenkabeln zwischen Asien, dem Nahen Osten und Europa vor. Seitens der EU wird das Projekt über die Initiative Global Gateway mit 300 Milliarden Euro teilfinanziert.
Die G20 konnten sich zwar auf eine gemeinsame Abschlusserklärung einigen, jedoch fehlte darin eine direkte Verurteilung des russischen Angriffs auf die Ukraine – anders als beim vorherigen Gipfel auf Bali. In der finalen Resolution werden vielmehr alle Staaten unter Verweis auf die Charta der Vereinten Nationen aufgefordert, keine Angriffe auf die territoriale Integrität oder politische Unabhängigkeit eines Staates zu unternehmen. Es wurde die Umsetzung des Abkommens zum sicheren Export von Getreide und anderen Agrarprodukten aus der Ukraine und Russland über das Schwarze Meer, dessen Laufzeit Russland im Juli 2023 nicht nochmals verlängern wollte, gefordert. Der Einsatz oder die Androhung des Einsatzes von Atomwaffen wurde als „unzulässig“ bewertet.